# Berg-Weidenröschen
Das Berg-Weidenröschen (Epilobium montanum) ist eine Pflanzenart aus der Gattung Weidenröschen (Epilobium) innerhalb der Familie der Nachtkerzengewächse (Onagraceae). Es ist von Europa bis nach Ostasien weitverbreitet.

## Beschreibung

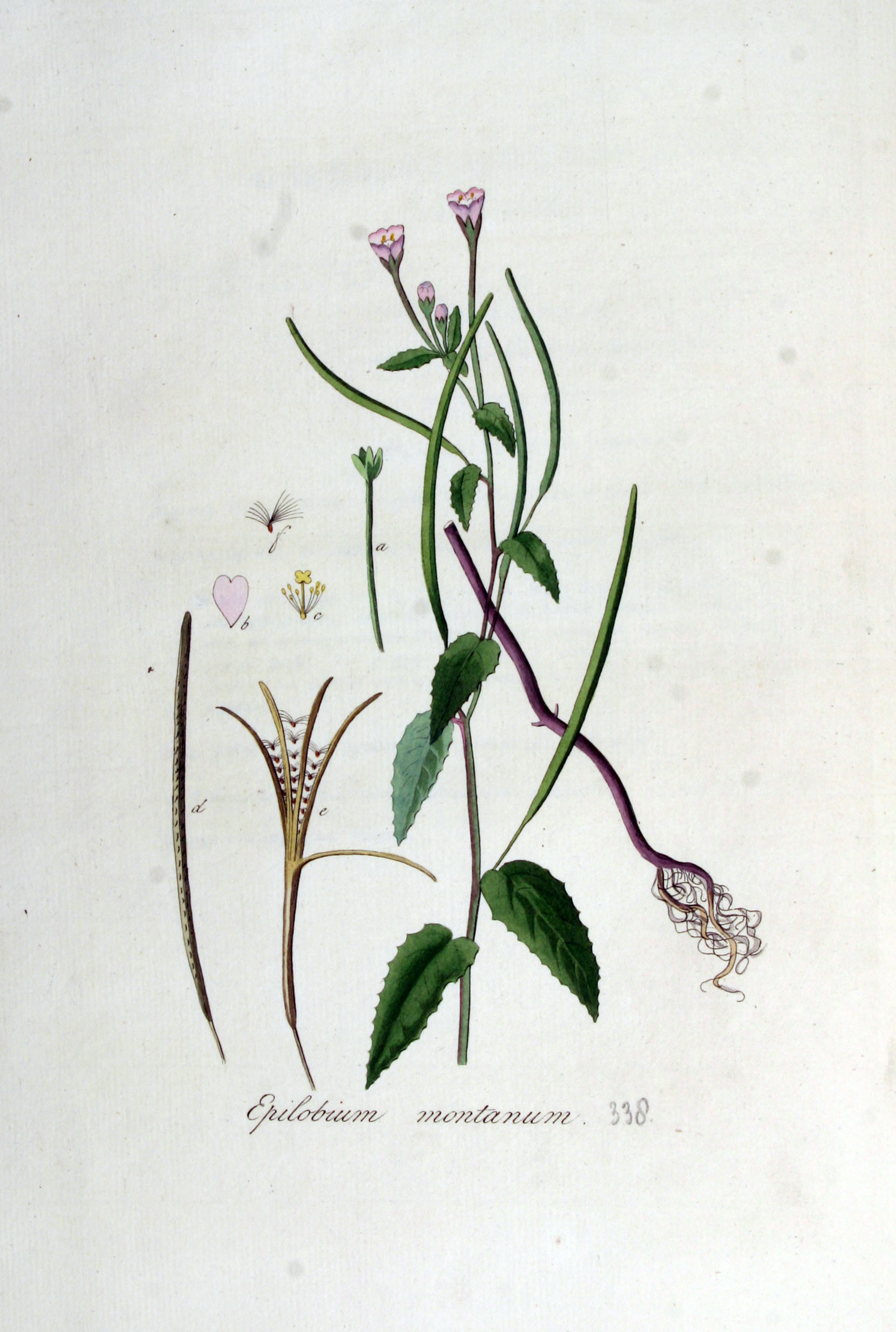
Illustration aus Flora Batava, Band 5

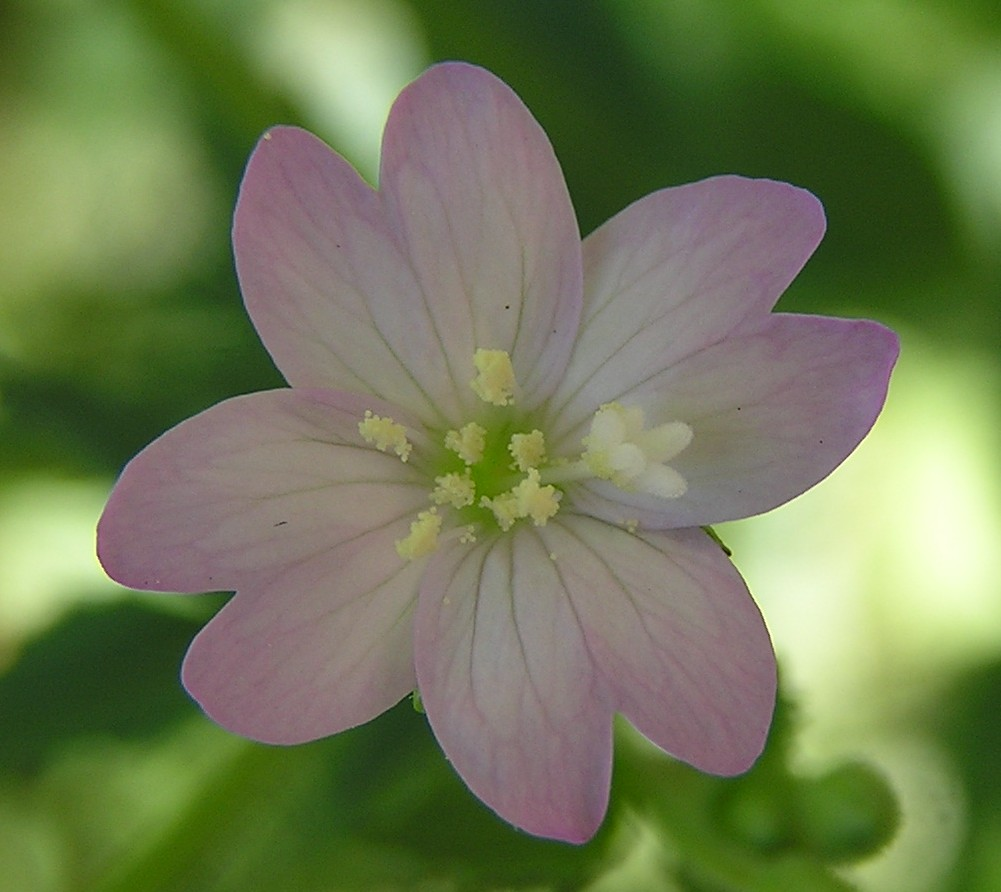
Blüte

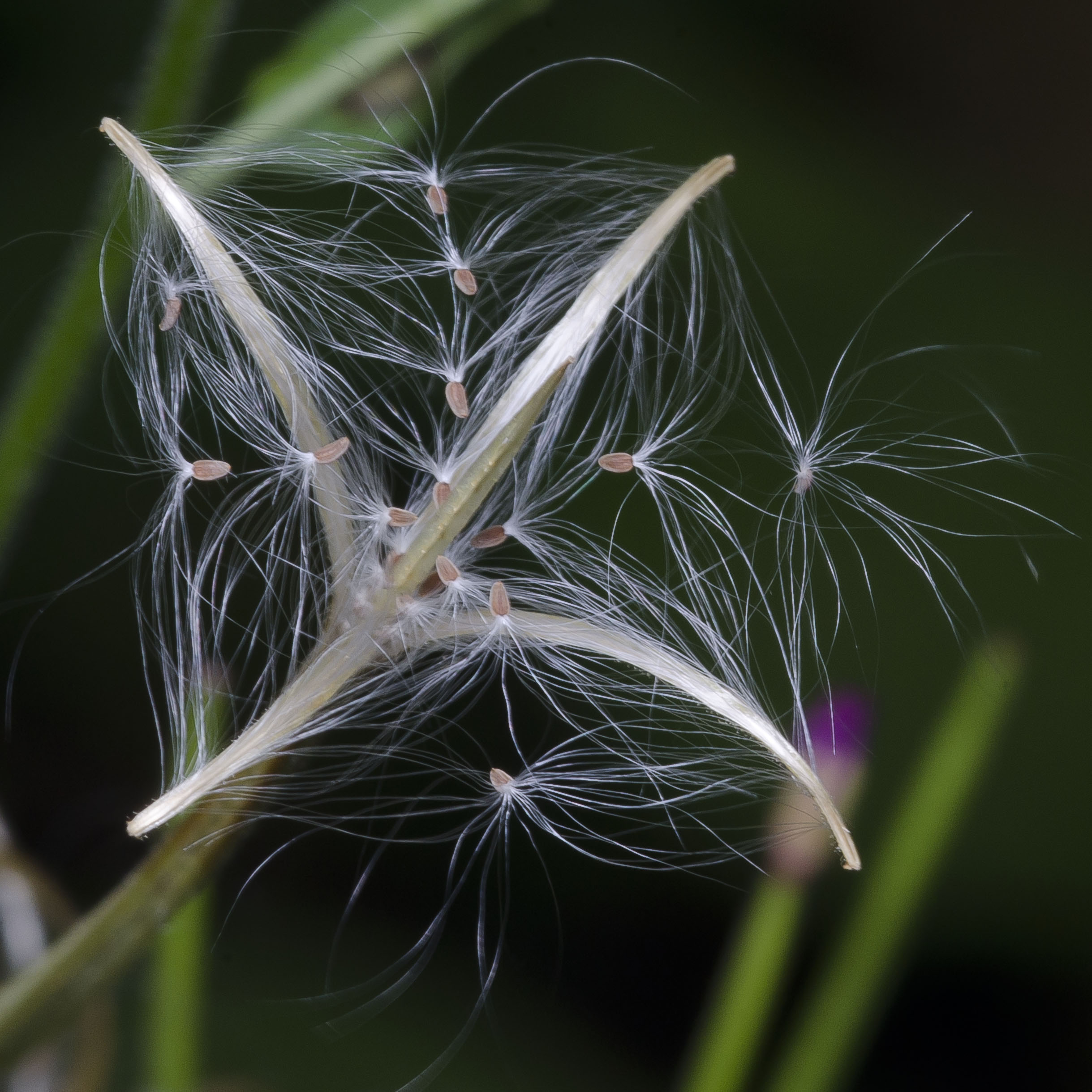
Mit vier Fruchtklappen geöffnete Frucht und Samen mit seidenhaarigen Anhängseln für die Windausbreitung (Anemochorie)

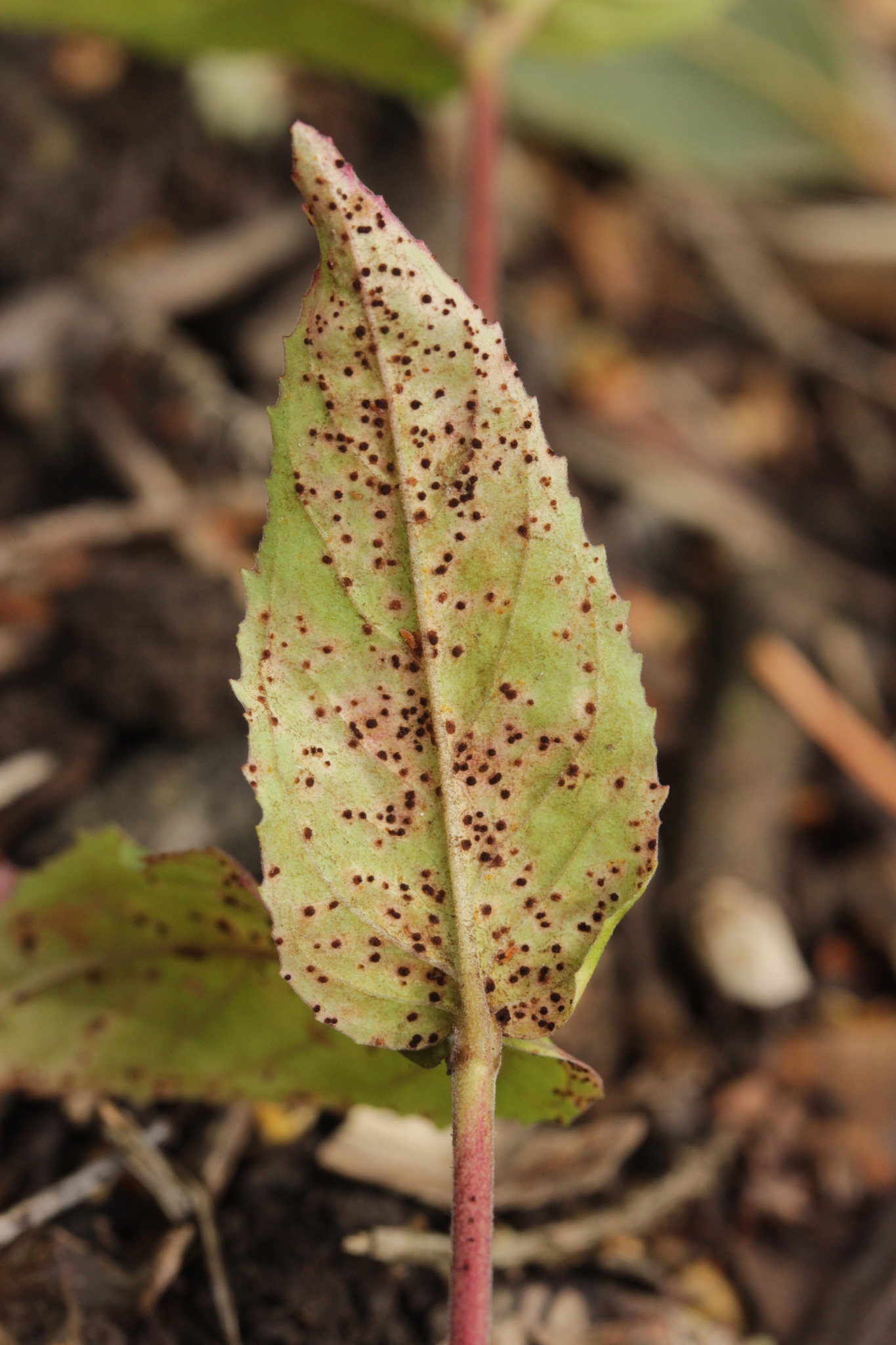
Der Pilz Puccinia pulverulenta auf einem Blatt von Epilobium montanum

### Vegetative Merkmale
Das Berg-Weidenröschen ist eine ausdauernde krautige Pflanze, die Wuchshöhen von 10 bis 80 Zentimetern (meist um die 40 Zentimeter) erreicht. Die oberirdischen Pflanzenteile sind insgesamt nur wenig behaart. Der steif aufrechte oder bogig aufsteigende Stängel ist im Querschnitt rund und besitzt zwei Haarleisten aus kurzen Kraushaaren.
Die bis zum Blütenstand gegenständig, selten wechselständig oder quirlig am Stängel verteilt angeordneten Laubblätter sind nur kurz gestielt, die mittleren sind fast sitzend. Die einfache Blattspreite ist bei einer Länge von 4 bis 10 Zentimetern sowie einer Breite von 1 bis 4 Zentimetern eiförmig oder elliptisch-eiförmig und unregelmäßig gezähnt. Die Blattoberseite ist auf der ganzen Fläche und die -unterseite am Rand und auf den Blattadern behaart.

### Generative Merkmale
Die Blütezeit reicht von Juni bis September. Die zwittrigen Blüten sind bei einem Durchmesser von etwa 10 Millimetern radiärsymmetrisch und vierzählig. Die Blütenhüllblätter sind blass-rosafarben. Die Kronröhre ist relativ lang. Die Blütenkronblätter sind bei einer Länge von 6 bis 10 Millimetern herzförmig, scharf ausgerandet, von fünf oder sechs dunkler gefärbten Adern durchzogen und etwa doppelt so lang wie der Kelch. Die Narbe ist deutlich vierlappig.
Die Kapselfrucht ist flaumig behaart und 6 bis 9 Zentimeter lang. Die Samen sind bei einer Länge von etwa 1 Millimeter ellipsoid und mit verlängerten Papillen dicht besetzt.
Die Chromosomenzahl beträgt 2n = 36.

## Ökologie
Die Mutterpflanze stirbt im Herbst ab, die Überwinterung erfolgt durch unterirdische Erneuerungssprosse, sogenannte Sobolonen. Es liegt ein eigenartiger Saisondimorphismus vor, was bedeutet, dass es neben Herbst- bzw. Frühjahrskeimern auch aus Sobolonen entstandene Pflanzen gibt.
Blütenökologisch handelt es sich um homogame, aufrechte „Kleine Trichterblumen“. Meist erfolgt Selbstbestäubung; der Blütenbesuch durch Fliegen und Schmetterlinge ist nur spärlich.
Pilz-Arten, die vom Berg-Weidenröschen leben, sind Puccinia pulverulenta, Mycosphaerella microspila, Sphaerotheca humuli und Venturia maculiformis. Gallen werden von Aphis epilobii oder Mompha decorella erzeugt.

## Vorkommen
Das Verbreitungsgebiet des Berg-Weidenröschens erstreckt sich von Südwesteuropa bis nach Sibirien und Japan. In Europa kommt es in allen Ländern vor außer in Portugal.
Das Berg-Weidenröschen kommt recht häufig an Waldrändern, in Lichtungen und in Gebüschen selbst in den Innenstädten in Gärten und Parks vor. Es gedeiht meist auf nährstoffreiche Böden und ist eine Schatt-Halbschattpflanze. Pflanzensoziologisch ist es in Mitteleuropa eine schwache Charakterart der Epilobio-Geranietum robertiani (Verband Alliarion), kommt aber auch in Atropetalia-Gesellschaften oder in gestörten Fagetalia-Gesellschaften vor. In den Allgäuer Alpen steigt sie bis zu einer Höhenlage von 1700 Metern auf. In Graubünden erreicht sie bei Arosa 1850 Meter und im Berner Oberland auf der Wengernalp 1880 Meter.

## Taxonomie
Die Erstveröffentlichung von Epilobium montanum erfolgte 1753 durch Carl von Linné in Species Plantarum, Tomus I, S. 348. Das Artepitheton montanum bedeutet „am Berg wachsend“. Ein Synonym für Epilobium montanum L. ist Epilobium hypericifolium Tausch.

## Trivialnamen
Für das Berg-Weidenröschen bestehen bzw. bestanden auch die weiteren deutschsprachigen Trivialnamen Brandgras (Schlesien), Goaskiechl (Zillertal), Graskiechl (Zillertal), Heckensalat (Eifel bei Ulmen) und Tropfweiderich (Schlesien).